# Deep Purple Secret USA Tour
Deep Purple Secret USA Tour мала тура за загревање британске хард рок групе Дип перпл са новим гитаристом Стиви Морсом која се састојала од два концерта у САД.

## Турнеја пред-историја
У 1993, због сталних неслагања, музичких разлика, туча и тензија између певача Ијан Гилана и гитаристе Ричи Блекмора, Ричи Блекмор је напустио групу дан пре турнеје по Јапану. Дип перпл ангажује Џоа Сатријанија као замену за Ричија, на осталим концертима. Након турнеје, Џо Сатријани наставља своју соло каријеру па Дип перпл тражи Стиви Морса да се прикључи групи. Ричи је био врло популаран код фанова, па остали чланови групе нису знали како ће нови гитариста да буде прихваћен од публике. Тако су одлучили да организују малу тајну турнеју за загревање, како би видели реакцију публике уживо. Реакција публике на Стивија је била врло добра. Тако је Дип перпл замолио Стивиа да остане у групи.

## Датуми концерата

### Сједињене Америчке Државе
- Сједињене Америчке Државе 03 03 1995, Tupperware Centre Orlando Florida
- Сједињене Америчке Државе 04 03 1995, Sunrise Theatre Fort Lauderdale Florida

## Списак песама (Setlist)
1. Highway Star
2. Ramshackle Man (ended with Into The Fire)
3. Maybe I'm a Leo
4. Fireball
5. Perfect Strangers
6. Pictures of Home
7. Keyboard Solo
8. Knockin' At Your Back Door
9. Guitar Solo
10. Anyone's Daughter
11. Child in Time
12. Anya
13. The Battle Rages On
14. When a Blind Man Cries
15. Lazy
16. Drum Solo
17. Space Truckin'
18. Woman from Tokyo
19. Paint it Black

Бис:
1. Speed King
2. Smoke on the Water

## Постава
- Ијан Гилан - вокали
- Стиви Морс - гитаре
- Џон Лорд - Хамонд оргуље, клавијатуре
- Роџер Главер - бас
- Ијан Пејс - бубњеви